# EarthBound (serie)
La saga de EarthBound (conocida en Japón como ＭＯＴＨＥＲ) es una franquicia muy popular del género RPG creada por el escritor Shigesato Itoi y dirigida por HAL Laboratory Inc., y a su vez distribuida por Nintendo.
El nombre de la serie (mezclada con idioma inglés y japonés) hace alusión al planeta Tierra, ya que ambos nombres son de pronunciación inglés (salvo "MOTHER" que en rōmaji se escribe Mazā). Juntando los nombres obtenemos "The Mother Earth" ("La Madre Tierra"). Los protagonistas son la mayoría niños porque se dice que ellos son el futuro y cambio de la vida mundial.

## Juegos

### Mother/EarthBound Beginnings/Earthbound Zero
Mother (マザー Mazā?) es la primera entrega de la serie, que fue lanzada para el Famicom.
Cuenta la historia de Ninten un niño de 12 años que gracias a sus poderes psíquicos descubre el pasado amenazador para la Tierra por parte de Gyigas  es visitado por la Reina Mary en Magicant, que en realidad es María: la bisabuela de Ninten, secuestrada años atrás por la raza extraterrestre. Ninten conoce a Lloyd, Ana y Teddy en su travesía por las 8 melodías. En el año 2016 fue lanzado en la Consola WII U para la Virtual Console.

### Mother 2/EarthBound
EarthBound: The War Against Giygas! (ＭＯＴＨＥＲ２ギーグの逆襲 Mazā Tsū Gīgu no Gyakushū?), conocido simplemente como EarthBound, es la segunda entrega de la saga, llamada en Japón MOTHER 2 .
En este juego la historia es similar a la de Mother: habla de Ness un niño de 13 años con vivienda en Onett que es elegido por la profecía, junto con otros 3 niños: Paula, Jeff y Poo, para salvar a la Tierra de una época de oscuridad, causada por Giygas. Ness también usa energía psíquica.

### Mother 3
Mother 3 (マザースリー Māzā Surī?) es el tercero y, según Shigesato Itoi, el juego final de la saga. En primera instancia el juego estaba siendo desarrollado para Nintendo 64, y el personaje principal era Flint, pero el proyecto, que normalmente es referido como EarthBound 64, fue cancelado debido a que la fecha de lanzamiento caía cerca del final de la vida del sistema (y posiblemente por problemas con el motor 3D y otros asuntos de producción). El proyecto se reanudó para Game Boy Advance (lo cual se anunció en un comercial de Mother 1+2). El juego se lanzó finalmente el 20 de abril de 2006, y conservaba el típico estilo artístico de EarthBound y la historia general y personajes que fueron introducidos en la versión cancelada de Nintendo 64. Sin embargo, a diferencia de la historia original de Nintendo 64, la historia se centra en las crónicas de Lucas y su familia: Claus, Hinawa, Flint, Alec y Boney, además de sus compañeros Duster y Kumatora. 3 años después del intro de Mother 3, Lucas inicia una travesía por las islas Nowhere Islands para descubrir que él es clave de un ser sobrenatural llamado Dark Dragoon y de las 7 agujas de las Magitanas. Lucas es aprendiz PSI y su especialidad es el PK Love.
En este juego, se reconfiguran las 8 melodías y al final para mostrar las "16 melodías PK LOVE"
El juego sólo salió en Japón, pero el 17 de octubre de 2008 un grupo de fanes publicó en internet un parche no oficial que traduce el juego al inglés.

## Poderes PSI

### Mother
| Poder psíquico             | Elemento                 | Usuarios    | Niveles de poder |
| -------------------------- | ------------------------ | ----------- | ---------------- |
| LifeUp                     | Restauración             | Ninten, Ana | α, β, γ, π, Ω    |
| Healing                    | Curación                 | Ninten, Ana | α, β, γ, π       |
| Super Healing              | Curación                 | Ninten, Ana |                  |
| PSI-Magnet                 | Asistencia, Restauración | Ana         |                  |
| PK Freeze                  | Hielo                    | Ana         | α, β, γ, Ω       |
| PK Fire                    | Fuego                    | Ana         | α, β, γ, Ω       |
| PK Beam                    | Rayo                     | Ana         | α, β, γ, Ω       |
| PK Thunder                 | Trueno                   | Ana         | α, β, γ          |
| PSI Shield                 | Luz psíquica             | Ninten, Ana | α, β             |
| Power Shield               | Poder protector          | Ninten, Ana |                  |
| Offense Up                 | Ataque en aumento        | Ninten      |                  |
| Defense Up                 | Defensa en aumento       | Ninten      | α, β             |
| Quick Up                   | Potenciador de rapidez   | Ninten      |                  |
| Defense Down               | Reductor de defensa      | Ninten      | α, β             |
| Brainshock / Brain Cyclone | Poder mental             | Ana         |                  |
| Hypnosis                   | Poder mental             | Ninten, Ana |                  |
| Paralysis                  | Poder antifísico         | Ana         |                  |
| Darkness                   | Poder psicoquinetico     | Ana         |                  |
| Shield Off                 | Poder de destrucción     | Ana         |                  |
| PSI Block                  | Poder antipsíquico       | Ana         |                  |
| Telepathy                  | Poder mental             | Ninten, Ana |                  |
| 4th-D Slip                 | Poder de escape          | Ninten      |                  |
| Teleport                   | Poder de teletransporte  | Ninten, Ana |                  |

### EarthBound
| Poder psíquico | Elemento                          | Usuarios         | Niveles de poder |
| -------------- | --------------------------------- | ---------------- | ---------------- |
| Lifeup         | Restauración                      | Ness, Poo        | α, β, γ, Ω       |
| Healing        | Curación                          | Ness, Poo        | α, β, γ, Ω       |
| PSI Magnet     | Restauración                      | Paula            | α, β, γ, Ω       |
| PSI Rockin     | Onda Mental                       | Ness             | α, β, γ, Ω       |
| PSI Flash      | Luz                               | Ness             | α, β, γ, Ω       |
| PSI Fire       | Fuego                             | Paula            | α, β, γ, Ω       |
| PSI Freeze     | Hielo                             | Paula, Poo       | α, β, γ, Ω       |
| PSI Starstorm  | Tormenta estelar                  | Poo              | α, Ω             |
| PSI Thunder    | Trueno                            | Paula, Poo       | α, β, γ, Ω       |
| Hypnosis       | Poder mental                      | Ness             | α, Ω             |
| Shield         | Escudo físico de energía de luz   | Ness             | α, Σ, β, Ω       |
| PSI Shield     | Escudo psíquico de energía de luz | Paula, Buzz Buzz | α, Σ, β, Ω       |
| Brainshock     | Poder mental                      | Poo              | α, Ω             |
| Paralysis      | Poder físico                      | Ness             | α, Ω             |
| Offense Up     | Potenciador de ataque             | Paula            | α, Ω             |
| Defense Down   | Reductor de defensa               | Paula            | α, Ω             |
| Teleport       | Teletransporte psicoquinético     | Ness, Poo        | α, Ω             |

### Mother 3
| Poder psíquico          | Elemento                        | Usuarios        | Niveles de poder |
| ----------------------- | ------------------------------- | --------------- | ---------------- |
| Lifeup                  | Restauración                    | Lucas, Kumatora | α, β, γ, Ω       |
| Healing                 | Curación                        | Lucas, Kumatora | α, β, γ, Ω       |
| Refresh                 | Restauración                    | Lucas           |                  |
| PSI Magnet              | Restauración                    | Kumatora        | α, Ω             |
| PK Love                 | Poder Interno                   | Lucas           | α, β, γ, Ω       |
| PK Starstorm            | Tormenta estelar                | Kumatora        |                  |
| PK Ground               | Fuerza sísmica                  | Kumatora        |                  |
| PK Fire                 | Fuego                           | Kumatora        | α, β, γ, Ω       |
| PK Freeze               | Hielo                           | Kumatora        | α, β, γ, Ω       |
| PK Thunder              | Trueno                          | Kumatora        | α, β, γ, Ω       |
| Shield / Couter         | Protección / Reflección física  | Lucas           | α, Ω             |
| PSI Shield / PSI Couter | Protección / Reflexión psíquica | Lucas           | α, Ω             |
| Offense Up              | Potenciador de ataque           | Lucas           | α, Ω             |
| Defense Up              | Potenciador de defensa          | Lucas           | α, Ω             |
| Paralysis               | Paralizador                     | Kumatora        | α, Ω             |
| Hypnosis                | Poder mental                    | Kumatora        | α, Ω             |
| Brainshock              | Poder mental                    | Kumatora        | α, Ω             |
| Offense Down            | Reductor de ataque              | Kumatora        | α, Ω             |
| Defense Down            | Reductor de defensa             | Kumatora        | α, Ω             |

## Nombres de la serie en otros idiomas
| Nombre                | País                                          | Significado literal                                  |
| --------------------- | --------------------------------------------- | ---------------------------------------------------- |
| マザー (Mazā)         | Japón                                         | "Mother" o "MOTHER"                                  |
| EarthBound Zero       | Estados Unidos                                | Nombre traducido por fans.                           |
| EarthBound Beginnings | Estados Unidos                                | Nombre oficial, a partir de su lanzamiento en Wii U. |
| Mother                | Nombre que recibe en Super Smash Bros. Brawl. |                                                      |

| Nombre                                                 | País           | Significado literal                                                                                            |
| ------------------------------------------------------ | -------------- | --- |
| ＭＯＴＨＥＲ２ギーグの逆襲 (Mazā Tsū Gīgu no Gyakushū) | Japón          | "Mother 2: Gyiyg Strikes Back"                                                                                 |
| EarthBound                                             | Estados Unidos | Nombre utilizado en SSBB.                                                                                      |
| EarthBound: The War Against Giygas!                    | Estados Unidos | Nombre que aparece en la introducción del juego, significa "De regreso a la Tierra: ¡La Guerra contra Giygas!" |

| Nombre                                | País           | Significado literal                                     |
| ------------------------------------- | -------------- | ------------------------------------------------------- |
| マザー３ (Māzā Surī)                  | Japón          | "Mother 3", "MOTHER 3" o "MOTHER3"                      |
| EarthBound 64                         | Estados Unidos | Nombre que recibía durante el prototipo de Nintendo 64. |
| Mother 3                              | Estados Unidos | Nombre final al traducirse al inglés.                   |
| MOTHER 3 Italian Translation          | Italia         | "MOTHER 3: Traducción Italiana"                         |
| La traduction de MOTHER 3 en français | Francia        | La Traducción de MOTHER 3 en francés                    |
| Mother 3 Bahasa Melayu Translation    | Malasia        | Mother 3 en traducción malaya                           |